# HMS Dreadnought (1875)
El quinto HMS Dreadnought de la Royal Navy británica, fue un buque torreta ironclad, construido en los astilleros Pembroke Dockyard, de Gales.

## Construcción

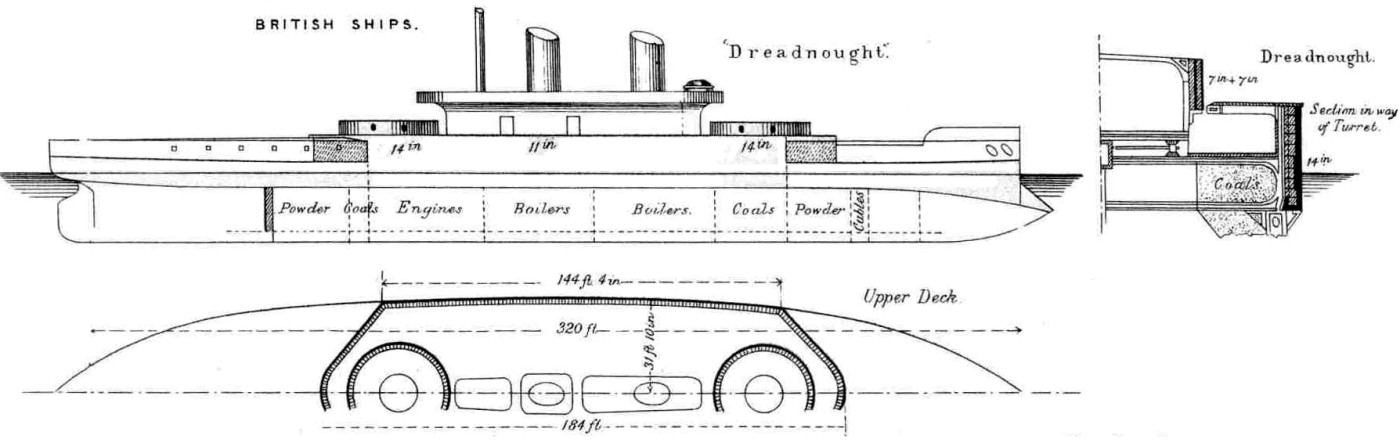
Alzado lateral derecho y planta de cubierta del Dreadnought según el anuario naval de 1888 de Brassey

Iniciado como HMS Fury en 1870, el diseño original, fue reestructurado, y una vez renombrado, fue puesto en grada en 1872, fue botado en marzo de 1875, y finalmente, fue completado en 1879. Portaba como armamento principal cañones de avancarga de 318 mm en dos torretas simples, y su casco, estaba pesadamente blindado, con muy escaso francobordo, no poseía arboladura para navegación a vela. Su armamento secundario, era muy ligero, aunque este, varió a lo largo de su carrera. Sin embargo, mantuvo durante toda su vida operativa sus cañones de avancarga.

## Historial de servicio
Tras su entrega, el Dreadnought permaneció en reserva hasta 1884, cuando fue asignado para servir en el Mediterráneo. El buque, retornó a aguas de Gran Bretaña en 1894, y tras ser reformado, sirvió entre 1895 y 1897 como guardacostas la bahía Bantry, Irlanda.
El Dreadnought fue parcialmente modernizado entre 1897 y 1899 y tomó parte en las maniobras de la flota británica en 1900 y en 1901 como acorazado de segunda clase. Desde 1902, sirvió como gabarra y buque almacén. Fue puesto fuera de servicio en 1905, y vendido para desguace en 1908.